# Фран-тірер
Фран-тірер — (фр. Le Franc-Tireur) («Вільний стрілок») — патріотична організація Руху Опору у Франції, яка боролася за національну незалежність держави в 1940-1943 роках. На початку 1943 року об'єдналася з організаціями «Комба» (фр. Combat) і «Ліберасьон-Сюд» (фр. Libération-Sud) в «Об'єднаний рух Опору» (фр. Conseil national de la Résistance) .
Організація була заснована в Ліоні в кінці 1940 року. Свою діяльність здійснювала на Півдні Франції, головним чином в Ліоні, Ліможі, Клермон-Феррані. Основний напрямок — розвідувальна діяльність і друкована пропаганда. Назва була взята на честь загонів опору часів Франко-прусської війни 1870—1871 років, так само званих «вільними стрілками».